# لورينزو توماس
لورينزو توماس (بالإنجليزية: Lorenzo Thomas)‏ هو شاعر أمريكي، ولد في 31 أغسطس 1944 في بنما، وتوفي في 4 يوليو 2005.